# Fäbodträsket (Burträsks socken, Västerbotten, 716677-174721)
Fäbodträsket är en sjö i Skellefteå kommun i Västerbotten och ingår i Bureälvens huvudavrinningsområde. Sjön har en area på 0,886 kvadratkilometer och ligger 44,1 meter över havet. Sjön avvattnas av vattendraget Bureälven.

## Delavrinningsområde
Fäbodträsket ingår i det delavrinningsområde (716563-174797) som SMHI kallar för Utloppet av Fäbodträsket. Medelhöjden är 55 meter över havet och ytan är 5,6 kvadratkilometer. Räknas de 73 avrinningsområdena uppströms in blir den ackumulerade arean 641,59 kvadratkilometer. Avrinningsområdets utflöde Bureälven mynnar i havet. Avrinningsområdet består mestadels av skog (63 procent). Avrinningsområdet har 0,87 kvadratkilometer vattenytor vilket ger det en sjöprocent på 15,5 procent.